# Arpaçay
Arpaçay (también, Arpachay; hasta 2003, Sovetabad y Shuraabad) es una aldea y municipio del raión de Sharur de la República Autónoma de Najicheván, Azerbaiyán. Está situada a 4 km al sudeste del centro del raión, en la orilla derecha del río Arpachay. Su población se dedica a la horticultura, el cultivo de hortalizas, la agricultura y la ganadería. Hay una escuela secundaria, una biblioteca, un club y un centro médico en el pueblo. Tiene una población de 579 habitantes.

## Etimología
El nombre de la aldea está relacionado con el nombre del río Arpaçay que fluye cerca de Arpaçay (Arpachay). En la toponimia de los pueblos túrquicos, se distinguie por su riqueza el componente de arpa (cebada), además de revelar el nombre de una de las plantas de cereal, también se expresa en el nombre de una antigua tribu turca en las variantes utilizadas de arma / arba / arpa. En cuanto al relieve, las zonas en las que es posible cultivar una planta de cebada si se relaciona con el cereal, entonces, las alturas, las cuencas de agua se expresan con el homónimo. En 1933, los Arpalıqkəndi (pueblo de Arpalıq) se registraron en el raión de Cəlilabad.